# أمير الكسندر
أمير الكسندر (بالإنجليزية: Amir Alexander) هو مؤرخ الرياضيات أمريكي، ولد في 7 أبريل 1963 في رحوفوت في إسرائيل.